# Heaven (Gotthard)
Heaven è il primo singolo estratto da Homerun, il quinto album in studio della rock band svizzera Gotthard. È stato pubblicato nel novembre del 2000, circa due mesi prima dell'uscita dell'album.
Si tratta del singolo di maggior successo dei Gotthard, tanto da rimanere nella top 10 della classifica svizzera per ben undici settimane consecutive. Il 9 novembre 2011 è stato comunicato che è diventato il primo e unico singolo del gruppo a essere insignito del disco di platino per le vendite.
La canzone ha dato il titolo alla raccolta Heaven - Best of Ballads 2 del 2010.

## Successo in classifica
Heaven ha debuttato alla posizione numero 6 della classifica svizzera il 26 novembre 2000, e ha raggiunto il primo posto nella seconda metà del mese di dicembre, mantenendolo per due settimane consecutive. Quasi sei anni e mezzo più tardi - il 25 novembre 2007 - Heaven è rientrata nella classifica svizzera, alla posizione numero 60, rimanendo nella top 100 per cinque settimane. Quasi un anno dopo - il 30 novembre 2008 - il singolo ha fatto un'ulteriore ricomparsa in classifica, alla posizione numero 57, rimanendo nella top 100 per quattro settimane. Il 17 ottobre 2010, in seguito alla prematura morte del cantante Steve Lee, Heaven è entrata in classifica per la quarta volta, al terzo posto. Una settimana dopo, a dieci anni dalla sua pubblicazione, il singolo raggiunge nuovamente il primo posto, completando un totale di tre settimane in cima alla classifica. Il singolo ha concluso con una permanenza di quarantasette settimane non consecutive nella classifica svizzera.

## Video musicale
La canzone è stata accompagnata da un video musicale in cui si vedono i membri della band che sono intenti a realizzare la propria performance sul tetto di un grattacielo, alternati a momenti in cui si osservano una ragazza e un ragazzo, con quest'ultimo intento a cercarla. Il video è stato girato a Bangkok, in Thailandia. È stato inserito come contenuto speciale nel DVD More Than Live del 2002.

## Tracce
Tutte le canzoni sono state composte da Steve Lee, Leo Leoni e Chris von Rohr.
CD-Maxi Ariola 74321-80864-2
1. Heaven (versione radiofonica) – 4:08
2. Heaven (versione album) – 4:33
3. Come Along – 4:49

## Classifiche

### Classifiche settimanali
| Classifica | Posizione massima |
| ---------- | ----------------- |
| Svizzera   | 1                 |

### Classifiche di fine anno
| Classifica (2000) | Posizione |
| ----------------- | --------- |
| Svizzera          | 64        |
| Classifica (2001) | Posizione |
| Svizzera          | 38        |
| Classifica (2010) | Posizione |
| Svizzera          | 74        |